# Герб Дніпровського району (Київ)
Герб Дніпровського райо́ну — офіційний символ Дніпровського району міста Києва.
Герб району затверджено 26 грудня 2002 року.

## Опис
Герб (геральдичний знак) Дніпровського району м. Києва — це щит, у синьому полі якого по золотій основі пливе золотий давньоруський човен із напнутими вітрилами. Основа зображає дніпровські хвилі.
Завершенням герба є зменшений розмір герба міста Києва з зображенням Архістратига Михаїла на фоні мурованої корони.

## Трактування
Логіка підбору кольорів герба базується на їх канонічній геральдичній символіці: золото є символ віри, справедливості, милосердя; синій колір уособлює чесність, вірність, духовність; хвилі, у нижній частині герба, символізують Дніпро-Славуту, до берегів якого в стародавні часи приносили дари Великим князям Київським, і які в сучасний період поєднують Дніпровський район з іншими районами міста Києва.
Золотий давньоруський човен з напнутими вітрилами засвідчує причетність території сучасного Дніпровського району до стародавнього минулого міста Києва та невід'ємну територіальну єдність з територією сучасної столиці України — містом-героєм Києвом.
Золота міська корона (лат. corona muralis) є ознакою муніципальної геральдики. Герби міст та їхніх дільниць традиційно увінчуються саме мурованою короною.
Назва району походить від назви річки Дніпро. Герб розкриває давню історію району і має назву Дніпровський.